# تپه مرجان بابا مراد ۵
تپه مرجان بابا مراد ۵ مربوط به دوره اشکانیان است و در شهرستان گیلانغرب، بخش مرکزی، دهستان حومه، ۳/۵ کیلومتری جنوب روستای مرجان بابا مراد واقع شده و این اثر در تاریخ ۲۶ اسفند ۱۳۸۷ با شمارهٔ ثبت ۲۵۷۰۹ به‌عنوان یکی از آثار ملی ایران به ثبت رسیده است.